# سلطنة سمباس
سلطنة سمباس ظهرت على الساحل الغربي لجزيرة بورنيو ، في اندونيسيا.

## تاريخ السلطنة
أصبحت سامباس مملكة في عام 1609 نتيجة الزواج الذي حدث بين فتاة من عائلة سيبوداك وابن سلطان بروناي في ذلك الوقت، وانجاب محمد سيف الدين الدين، الذي أصبح أول مسلم يتولى السلطنة.
بقيت سامباس مملكة مستقلة حتى عهد شركة الهند الشرقية الهولندية، التي قصفت العاصمة بونتياناك في عام 1812. وظلت السلطنة تحت السيطرة الهولندية حتى عام 1819،
كانت سامباس دولة مستقرة، وقيادتها قوية ودائمة، حتى الغزو الياباني عام 1942، عندما أعدم السلطان محمد إبراهيم شافي الدين الثاني في حادث بونتياناك في ماندور في عام 1944. علقت السلطنة بعد ذلك وحل محلها مجلس ياباني. وعادت مع عودة الهولنديين في عام 1946.

## قائمة الحكام
قبل السلطنة:
- تيمبانج باسيبان (1600-1609)
- سيبوداك (1609-1632)
- أنوم كيسومايودا (1632-1670)

بعد السلطنة:
- محمد شافي الدين الأول (1675-1685)
- محمد تاج الدين الأول (1685-1708)
- عمر عقم الدين الأول (1708-1732)
- أبو بكر كمال الدين الأول (1732-1764)
- عمر أكام الدين الثاني (1764-1786)
- أحمد تاج الدين الثاني (1786-1793)
- أبو بكر تاج الدين الأول (1793-1815)
- محمد علي شافي الدين الأول (1815-1828)
- عثمان كمال الدين (1828-1832)
- عمر أكام الدين الثالث (1832-1846)
- أبو بكر تاج الدين الثاني (1846-1854)
- عمر كمال الدين (1854-1866)
- محمد شافي الدين الثاني (1866-1924)
- محمد علي شافي الدين الثاني (1924-1926)
- محمد طيب (رئيس مجلس ديوان كيسولتان سامباس 1926 - 1931)
- محمد إبراهيم شافي الدين (1931-1943)
- موشسين بانجي أنوم (رئيس مجلس ديوان كيسولتانان سامباس 1946 - 1950)
- محمد توفيق (رئيس الأسرة الملكية 1950 - 1984)
- ويناتا كوسوما (رئيس الأسرة المالكة 1984 - 2000، سلطان 2000 - 2008، توفي 1 فبراير 2008)
- محمد طرهان (رئيس الأسرة المالكة منذ 3 فبراير 2008)